# Bara härads tingslag
Bara härads tingslag var före 1900 ett tingslag i Malmöhus län i Torna och Bara domsaga (från 1851). Tingsplatsen var Dalby.
Tingslaget omfattade Bara härad. 
Tingslaget uppgick 1900 i Torna och Bara domsagas tingslag.